# Sundus Abbas
Pour les articles homonymes, voir Abbas.
Sundus Abbas est une militante sociale irakienne pour la défense des droits des femmes. Elle est également la directrice de Women's Leadership Institute à Bagdad, qui a le même objectif. Elle agit également afin que les femmes soient plus représentées dans les partis politiques mais aussi afin qu'elles participent à la vie politique locale et nationale.
Elle reçoit, en 2007, le 1er prix international de la femme de courage,.